# Радике, Иван Иванович
Ива́н Ива́нович Ра́дике (1831—1887) — архитектор, академик архитектуры Императорской Академии художеств.

## Биография
Вольноприходящий ученик Императорской Академии художеств. Аттестован Академией художеств на звание свободного художника (1853). Звание академика архитектуры (1860) за «проект Городской Думы».
Работал делопроизводелем Технического отдела Санкт-Петербургского городского управления.
Среди основных построек в Петербурге: доходные дома (7-я линия Васильевского острова, 10, 1860; 2-я Красноармейская ул., 7, 1863–1864; Днепровский пер., 9, 1869; Коломенская ул., 32, 1881; Серпуховская ул., 8, 1883), особняк Н. А. Лыткина (Лабутина ул., 25, 1884).
- Доходный дом (расширение). 2-я Красноармейская ул., 19 (1858)
- Доходный дом. 7-я линия ВО, 10 (1860-е)[5]
- Доходный дом. 2-я Красноармейская ул., 7 — Егорова ул., 4 (1863—1864, 1872)[6]
- Доходный дом (включение существующего дома). Днепровский пер., 9 (1869)[7]
- Доходный дом. 11-я Красноармейская ул., 6 (1880)[8]
- Доходный дом. Коломенская ул., 32 (1881)[9]
- Доходный дом (угловая часть). Большой пр. П.С., 86 — Ординарная ул., 2 (1881)
- Доходный дом. 3-я линия ВО, 36 (1882—1883)[10]
- Доходный дом. Серпуховская ул., 8 (1883)[11]
- Особняк Н. А. Лыткина. Лабутина ул., 25 (1884)[12]